# Andrew Huang (musiker)
Andrew Huang, född 8 april 1984, är en kanadensisk musikproducent, multiinstrumentalist, sångare-låtskrivare, rappare, tv-producent, och YouTube-personlighet. Han är mest känd för sin Song Challenge-videoserie, som uppmanar tittarna att skicka in förslag till honom för musik han skall skapa, vilket har resulterat i bland andra de virala videorna Pink Fluffy Unicorns Dancing on Rainbows, 99 Red Balloons - played with red balloons, och Alphabetical 26-Genre Song. Huang har släppt över 50 album med sin egen musik, antingen genom DFTBA Records eller under eget namn samt pseudonymerna Songs to Wear Pants To, Your Heart, Girl, Spokesman, The Clooud, Ghostface Kilobyte, och VS.
I april 2017 hade hans YouTube-kanal sammanlagt passerat 80 miljoner visningar och över 700 000 prenumeranter.

## Biografi
Huang föddes och växte upp i Ottawa, Ontario. Han fick en Bachelor of Fine Arts vid York University för studier av musik och har sedan dess varit egenföretagare som musikproducent och Youtube-personlighet. Han bor i Toronto i Ontario med sin fru.
Efter att ha misslyckats i att hitta ett deltidsjobb under sina universitetsstudier började Huang auktionera ut sin låtskrivarkompetens till högstbjudande på eBay. Den vinnande budgivaren fick en egen låt i valfri genre, skriven och inspelad av Huang enligt deras önskemål.
Efter eBay-auktionerna i april 2004 lanserade Huang webbplatsen Songs To Wear Pants To, där besökare kunde ge Huang uppdrag att skapa låtar online utifrån deras förslag. Hemsidans popularitet växte då Huang också började ta på sig uppdrag gratis, så länge låtens huvudidé intresserade honom. Låtarna hade ofta en komisk framtoning, antingen genom att vara skämt om den person som begärde låten, eller helt enkelt genom att Huang valde den mest udda av de inlämnade förslagen. Resultatet av detta blev ett onlinearkiv fullt av hiphop, klassisk musik, doo-wop, elektronisk musik, folkmusik, rock och heavy metal-låtar som skrevs helt och hållet av Huang.

## YouTube-kanal
I oktober 2006 startade Huang en kanal på YouTube och började lägga upp musikvideor för låtar han skapat på Songs To Wear Pants To.
Huangs kanal är känd för att innehålla en mix av en mängd olika musikaliska genrer och projekt. Hans videoskapande innebär att fans kan lyssna på sånger om zombieninjor en dag och dramatisk musik om krossade hjärtan dagen efter. Vissa kategorier på hans kanal är rock, pop, folkmusik, rap, covers, dubstep och till och med låtar med tema om mat. Han använder också populärkultur som inspiration för musiken. Huangs videor har ofta med honom själv, och han använder sig även ofta av digitala effekter för att skapa kopior av sig själv. Han använder också kostymer, animering och effekter för att fånga den fantasifulla och ibland nyckfulla tonen som hans arbete fokuserar på.
Huang är mest känd för sin Song Challenge-serie, en förlängning av tanken bakom hans Songs To Wear Pants To-webbplats. Andrew tar på sig musikaliska utmaningar, ofta inskickade av tittarna via olika plattformar som sociala medier, och utför dem på YouTube. År 2013 släppte han en rap låt med titeln Vass Tunga, skriven i 5 olika språk; engelska, franska, spanska, svenska och mandarin. Han fick hjälp av flerspråkiga vänner för stöd under översättningen och uttalet, och utformade texterna så att de lyckades växla mellan alla fem språk samtidigt som sången fortfarande är sammanhängande. Den slutliga produkten lyckades samtidigt rimma och vara förståelig i alla separata språk för sig och den version som Huang sjöng, en kombination av de fem versionerna.
Huang har också skapat en raplåt skriven helt utan bokstaven E. "Jag var inte säker på att jag faktiskt skulle kunna göra det eftersom du måste komma upp med en hel lyriska material. [...] Det var en riktigt intressant utmaning eftersom E är den vanligaste bokstaven i alfabetet". Han följde denna utmaning med en annan låt som inte innehåller några vokaler förutom E.
Huang har fått ett större antal av sina prenumeranter för sin användning av ovanliga och improviserade instrument för att skapa covers av låtar. En av hans tidigare videor släpptes en vecka innan AMC:s Breaking Bad började sända sin seriefinal. Huang matchade showens final genom att komponera en cover av Breaking Bad's titelmusik med hjälp av utrustning som skulle kunna hittas i en meth-labb, då meth är huvudfokuset i serien. Covern var med på flera webbplatser och blev den första av hans Song Challenge-videor som har musik framförd med ovanliga föremål.
Ett annat exempel på hans användning av atypiska ljud kan ses i hans cover av 99 Red Balloons, en låt som han skapade enbart med ljud han själv gjorde med röda ballonger. Huang tänkte skapa inspelningen av låten med 99 ballonger, men för det färdiga projektet krävdes bara fyra.
Efter The Weeknd's radiohit "Can’t Feel My Face" skapade Huang en cover på låten, enbart med hjälp av dental utrustning. "Instrumenten" som ingår i videon är bland andra en gummihandske, en borr, och en airbrush. Videon spelades in på kontoret till United Smiles of Kensington, Huang faktiska tandläkare.

## Musikaliska samarbeten

### Hannah Hart
Huang har samarbetat med Hannah Hart (från My Drunk Kitchen) i två separata videor, "Show Me Where Your Noms At" och "Nomming Song". I de båda sångerna sjöng och rappade de två videoskaparna om mat.

### Boyinaband
Under 2014 gick Andrew ihop med Dave Brown i Boyinaband för att skapa videon Alphabetical 26-Genre Song, gjord med en ursprunglig komposition som hade övergångar genom 26 genrer av musik i alfabetisk ordning. Filmen var så populär att de gick med på att göra en Alphabetical 26-Genre Song 2.

### Hank Green
Andrew samarbetade med Hank Green och Perfect Strangers för att skapa deras album Incongruent, där han spelade delar av gitarren, basen, och trummorna. Han hjälpte även till med att arrangera låtarna och att hjälpa till med att skriva "Hug Scream". Han har turnerat över USA med bandet.

### Emily Haines
Under 2008 gick Huang in i en tävling som drevs av American Express, och vann en chans att utveckla ett eget musikprojekt under handledning av Emily Haines. Han har skapat en interaktiv installation, vilken kallas "Ghost", som innehöll en serie videor med olika ljud som besökarna kunde välja och spela i olika kombinationer för att skapa musik. Installationen var på utställningen på Four Seasons Centre for the Performing Arts i Toronto under november 2011.

### Rhett and Link
Huang producerade musiken för Rhett and Link's mest sedda video på deras Epic Rap Battle series, Geeks vs. Nerds. Han dök senare upp som en gäst i deras kanal, där de gjorde ljud med rekvisita från inspelningen av deras show Good Mythical Morning. Huang remixade dessa ljud till en musikvideo på sin kanal - "Song Challenge: Good Mythical Morning", som ofta kallas "Horse Juice" av fans som en efter en fras Link från Zelda-spelen yttrar. Denna fras används flera gånger i videon.

### WWF-Kanada
Under 2012 komponerade Huang hymnen för WWF-Kanada's officiella Earth Hour. Låten skapades med hjälp av texter från över 9000 förslag, med titeln "Canada’s first official crowd sourced song". Huang framförde senare låten live i Toronto under år 2012 och 2013 under WWF-Kanada's Earth Day-firande.

### Team Andreas och Dreamz
År 2010 gick Huang ihop med musikern och internetpersonligheten Gunnarolla för att producera videor och musik, bland annat den populära serien We Are What You Tweet och New State Plates. Paret har turnerat i Nordamerika, Australien och Nya Zeeland tillsammans, och kallas ofta "Team Andrew".
Under 2013 skapade Huang och Gunnarolla elektro-popmusikduon vid namn Dreamz. De deltog i CBC Musik Searchlight-tävlingen under detta nya namn, och deras debut-singel "Come On" har valts som CBC Here and Now's Song of the Week den 11 mars 2013. De klarade sig till Topp 16 i CBC Music's Searchlight contest, där de representerade Toronto.